# ニック・ウェイン
ニコラス・ウェイン・フィンリー（Nicholas Wayne Finley, 2005年7月10日 - ）は、アメリカ合衆国ワシントン州シアトル出身のプロレスラー。AEWにてニック・ウェイン（Nick Wayne）のリングネームで所属。

## 経歴

### キャリア初期
父のバディ・ウェインの指導のもと、幼少期からトレーニングに励んだ。
2018年4月27日、12歳でプロレスラーとしてデビューした。
2022年7月31日にはリック・フレアーの主催した興行で試合を行った。
2023年4月8日、スワーブ・ストリックランドに勝利してDEFY世界王座を初戴冠した。

### AEW
2022年2月12日にDEFYレスリングの5周年記念イベントにて、友人のダービー・アリンを通じてオール・エリート・レスリング（AEW）からオファーを受けた。
その後、2023年7月12日に18歳でAEWデビューした。10月1日のPPV『レッスルドリーム』にて、クリスチャン・ケイジがリーダーを務めるユニット「ペイトリアーキー」に加入した。11月18日のPPV『フル・ギア』では6人タッグマッチでアダム・コープランド、スティング、ダービー・アリンに敗れた。12月23日には実母のシェイナ・ウェインがペイトリアーキーに加入した。

### DDTプロレスリング
2023年にDDTプロレスリング参戦のため来日し、6月25日、7月1日、2日、25日の大会に参加した。

## 家族
父のバディ・ウェイン、祖父のエド・モレッティも元プロレスラーである。バディは2017年7月17日に心筋梗塞で急逝した。

## 獲得タイトル
AEW
- AEW世界トリオ王座：1回

w / クリスチャン・ケイジ、キルスイッチ
ROH
- ROH世界TV王座：1回

5CCレスリング
- 5CCレスリング王座：1回

DEFYレスリング
- DEFY世界王座：1回

ゲームチェンジャー・レスリング
- GCWタッグチーム王座：1回

w / ジョーダン・オリバー
| 年   | 2022 | 2023 | 2024 |
| ---- | ---- | ---- | ---- |
| 順位 | 212  | 147  | 190  |